# Фазан присмехулник
Фазанът присмехулник (Catreus wallichii) е вид птица от семейство Фазанови (Phasianidae), единствен представител на род Catreus. Видът е световно застрашен, със статут Уязвим.